# 张大千故居
张大千故居位於四川省成都市金牛区金泉路2号金牛宾馆内，文物遺址年代判定為民国。
1943年11月，画家张大千结束敦煌之行，回到成都，初无固定住所，1947年，张大千与徐雯波在成都结婚，在成都西郊的金牛坝兴建住所，5月迁入。这是张大千在中国大陆最后的居所。
张大千故居后来被用作金牛宾馆的办公室和保管室，1993年被改为“大千居士画屋”，用以举办画展。1996年又改为“大千茶居”。2013年10月8日，张大千故居列入成都市历史建筑保护名录。2019年1月10日公佈為第九批四川省文物保護單位。